# Politique au Népal
Le Népal est une république parlementaire de type fédéral depuis l'abolition de la monarchie le 28 mai 2008. La Constitution provisoire a été adoptée en 2007 ; elle est remplacée par une constitution définitive en 2015. Selon le texte initial de 2007 voté par 560 membres de l'Assemblée constituante (seulement 4 contre), le Népal devient « Un État indépendant, indivisible, souverain, laïque et une république démocratique ». Avec la Constitution de 2015, le Népal devient une fédération  de sept Provinces, chacune d'entre elles ayant sa propre assemblée et son gouvernement provincial.

## Organisation actuelle

### Pouvoir exécutif
Le président de la République démocratique fédérale du Népal est élu au scrutin indirect majoritaire à deux tours par un collège électoral composé des membres des deux chambres du parlement fédéral et de ceux des 7 assemblées provinciales. La durée de son mandat est de cinq ans, renouvelable une seule fois. Son rôle est essentiellement cérémoniel.
Le Premier ministre du Népal est nommé par le président sur proposition du parti ou de la coalition majoritaire à la chambre basse. Il forme son gouvernement, qui ne peut être composé de plus de vingt cinq membres et est responsable collectivement devant la chambre. Le président du Népal, chef de l'état, n'est pas chef du gouvernement. Le Népal est ainsi organisé sous la forme d'un régime parlementaire.
L'article 100 de la constitution encadre les procédures de renversement du gouvernement par un parlementarisme rationalisé. Le premier ministre soumet son gouvernement à un vote de confiance de la chambre des représentants dans les trente jours suivant sa prise de fonction. Une motion de censure ne peut être mise à l'ordre du jour que par un minimum d'un quart des membres de la chambre, passé un délai de deux ans suivant le vote de confiance initial et d'un an après une précédente motion si une a eu lieu. Une telle motion de censure ne peut être votée qu'accompagnée du nom d'un remplaçant au poste de Premier Ministre, suivant le principe d'une Motion de censure constructive. Le Premier ministre doit cependant se soumettre à un nouveau vote de confiance dans un délai de trente jours si l'un des partis composant sa majorité annonce lui retirer son soutien. Il dispose alors de la possibilité de dissoudre la chambre basse dans un délai de six mois.

### Pouvoir législatif
Le Népal est doté d'un parlement bicaméral, dit Parlement fédéral composé d'une chambre haute, l'Assemblée nationale de 59 membres élus au scrutin indirect pour six ans, renouvelée par tiers tous les deux ans, et d'une chambre basse, la Chambre des représentants, qui se compose de 275 députés élus pour un mandat de cinq ans selon un mode de scrutin mixte.
Sont ainsi à pourvoir 165 sièges au scrutin Scrutin uninominal majoritaire à un tour dans autant de circonscriptions électorales, auxquels se rajoutent 110 sièges pourvus au scrutin proportionnel plurinominal de liste avec seuil électoral de 3 % dans une unique circonscription nationale.

## Organisation sous la transition

### Pouvoir exécutif
Selon la Constitution de 2015, le pouvoir exécutif est confié au président de la République (Ram Chandra Poudel, élu le 9 mars 2023), secondé par un vice-président (Ramsahay Sahaya Yadav, élu le même jour), tous deux élus par le Parlement fédéral. Le Premier ministre dispose de l'essentiel du pouvoir exécutif.
Le vendredi 15 août 2008, au terme de longues tractations avec le Parti communiste du Népal (marxiste-léniniste unifié), Prachanda, chef des maoïstes, est élu Premier ministre par l'Assemblée constituante, avec les voix de 464 députés sur 595 (113 ont voté contre), affirmant avoir une majorité des deux tiers pour conduire le gouvernement. Le Congrès népalais formera la principale formation parlementaire d'opposition au nouveau gouvernement. Les maoïstes doivent cependant quitter le pouvoir dès l'année suivante : une période d'instabilité gouvernementale s'ouvre alors : plusieurs gouvernements de coalition entre le Congrès népalais et le Parti communiste du Népal (marxiste-léniniste unifié) se succèdent ; en 2011, un maoïste redevient premier ministre. En février 2013, un gouvernement intérimaire est chargé de préparer les nouvelles élections. L'assemblée constituante est finalement renouvelée en novembre 2013 : le Congrès népalais arrive en tête, tandis que le Parti communiste unifié du Népal (maoïste) de Prachanda est renvoyé dans l'opposition, perdant près des deux tiers de ses sièges.

### Pouvoir législatif
Le pouvoir législatif népalais est exercé par le Parlement fédéral, institution bicamérale partagée entre une chambre haute, l'Assemblée nationale, composée de 59 membres élus au scrutin indirect pour six ans, renouvelée par tiers tous les deux ans, et d'une chambre basse, la Chambre des représentants, qui se compose de 275 députés élus pour un mandat de cinq ans selon un mode de scrutin mixte.
La dernière élection législative a eu lieu le 20 novembre 2022.
Les sièges étaient répartis comme suit : 
|                           |                                            |                 |                 |                 |                 |                  |                  |                  |                  |       |               |  |  |  |
| Partis                    | Partis                                     | Proportionnelle | Proportionnelle | Proportionnelle | Proportionnelle | Circonscriptions | Circonscriptions | Circonscriptions | Circonscriptions | Total | +/-           |  |  |  |
| Partis                    | Partis                                     | Voix            | %               | +/-             | Sièges          | Voix             | %                | Sièges           | +/-              | Total | +/-           |  |  |  |
|                           | Parti communiste marxiste-léniniste unifié | 2 845 641       | 26,95           | 6,30            | 34              | 3 233 567        | 30,83            | 44               | 36               | 78    | 43            |  |  |  |
|                           | Congrès népalais                           | 2 715 225       | 25,71           | 7,07            | 32              | 2 431 907        | 23,19            | 57               | 34               | 89    | 26            |  |  |  |
|                           | Parti communiste maoïste                   | 1 175 684       | 11,13           | 2,53            | 14              | 982 826          | 9,37             | 18               | 18               | 32    | 21            |  |  |  |
|                           | Parti national indépendant                 | 1 130 344       | 10,70           | Nv              | 13              | 815 023          | 7,77             | 7                | Nv               | 20    | 20            |  |  |  |
|                           | Parti national démocratique                | 588 849         | 5,58            | 3,52            | 7               | 549 340          | 5,24             | 7                | 6                | 14    | 13            |  |  |  |
|                           | Parti socialiste populaire du Népal        | 421 314         | 3,99            | 6,75            | 5               | 379 337          | 3,62             | 7                | 15               | 12    | 22            |  |  |  |
|                           | Parti Janamat                              | 394 655         | 3,74            | Nv              | 5               | 292 554          | 2,79             | 1                | Nv               | 6     | 6             |  |  |  |
|                           | Parti communiste socialiste unifié         | 298 391         | 2,83            | Nv              | 0               | 436 020          | 4,16             | 10               | Nv               | 10    | 10            |  |  |  |
|                           | Parti de la liberté du peuple              | 271 722         | 2,57            | Nv              | 0               | 172 205          | 1,64             | 3                | Nv               | 3     | 3             |  |  |  |
|                           | Parti socialiste démocratique              | 167 367         | 1,58            | Nv              | 0               | 169 692          | 1,62             | 4                | Nv               | 4     | 4             |  |  |  |
|                           | Parti des travailleurs et des paysans      | 75 168          | 0,71            | 0,12            | 0               | 71 567           | 0,68             | 1                | en stagnation    | 1     | en stagnation |  |  |  |
|                           | Parti Hamro                                | 55 743          | 0,53            | Nv              | 0               | 57 077           | 0,54             | 0                | Nv               | 0     | en stagnation |  |  |  |
|                           | Organisation nationale mongole             | 49 000          | 0,46            | 0,30            | 0               | 42 892           | 0,41             | 0                | en stagnation    | 0     | en stagnation |  |  |  |
|                           | Front populaire national                   | 46 504          | 0,44            | 0,21            | 0               | 57 278           | 0,55             | 1                | en stagnation    | 1     | en stagnation |  |  |  |
|                           | Parti fédéral socialiste                   | 41 830          | 0,40            | 0,02            | 0               | 7 172            | 0,07             | 0                | en stagnation    | 0     | en stagnation |  |  |  |
|                           | Parti communiste marxiste-léniniste        | 30 599          | 0,29            | 0,14            | 0               | 18 716           | 0,18             | 0                | en stagnation    | 0     | en stagnation |  |  |  |
|                           | Autres partis (43)                         | 252 046         | 2,39            | –               | 0               | 186 159          | 1,77             | 0                | en stagnation    | 0     | en stagnation |  |  |  |
|                           | Indépendants                               |                 |                 |                 |                 | 584 629          | 5,57             | 5                | 4                | 5     | 4             |  |  |  |
|                           |                                            |                 |                 |                 |                 |                  |                  |                  |                  |       |               |  |  |  |
| Suffrages exprimés        | Suffrages exprimés                         | 10 560 082      | 94,91           |                 |                 | 10 487 961       | 94,94            |                  |                  |       |               |  |  |  |
| Votes blancs et invalides | Votes blancs et invalides                  | 566 144         | 5,09            | 559 076         | 5,06            |                  |                  |                  |                  |       |               |  |  |  |
| Total                     | Total                                      | 11 126 226      | 100             | –               | 110             | 11 047 037       | 100              | 165              | en stagnation    | 275   | en stagnation |  |  |  |
| Abstentions               | Abstentions                                | 6 862 344       | 38,15           |                 |                 | 6 941 533        | 38,59            |                  |                  |       |               |  |  |  |
| Inscrits / participation  | Inscrits / participation                   | 17 988 570      | 61,85           | 17 988 570      | 61,41           |                  |                  |                  |                  |       |               |  |  |  |

## Organisation territoriale
Depuis 2015, le Népal est un état fédéral dont les sept provinces sont dotées de parlement monocaméraux nommant des gouvernements provinciaux.
Les provinces sont subdivisées en 753 municipalités, dont 6 métropoles, 11 sous métropoles, 276 municipalités urbaines and 460 municipalités rurales

### Avant 2015
Sous la monarchie puis au cours de la transition ayant suivi, le pays était divisé administrativement en 5 régions de développement, 14 zones administratives (Anchal) et 75 districts.

## Anciennes institutions
Depuis 2007, la fonction de roi était héréditaire et ses pouvoirs étaient essentiellement honorifiques.
Le pouvoir exécutif était en réalité entre les mains du Premier ministre, désigné à titre provisoire comme « Chef du pouvoir exécutif », chef du parti majoritaire issu des élections législatives et qui était à la tête d'un gouvernement de 22 membres dont la composition était destinée à assurer une certaine représentativité des divers groupes ethniques ou sociaux : 5 membres de la caste des brahmanes, 2 ministres hors-caste (groupe des « intouchables »), 5 membres de la caste des chettris ou chhettris (correspondant aux Kshatriyas), et 10 représentants de groupes ethniques.
Un Parlement intérimaire monocaméral de 330 membres assurait les pouvoirs législatifs.